# 1958 chez Disney
Cet article présente la liste des évènements de la Walt Disney Productions ayant eu lieu en 1958.

## Événements

### Mars
- 28 mars 1958, Mise en service de la Locomotive No. 3 Fred Gurley du Disneyland Railroad[1]
- 31 mars 1958, Ouverture de l'attraction Grand Canyon Diorama à Disneyland[2]

### Avril
- 17 avril 1958, Présentation de l'attraction America the Beautiful à l'Exposition universelle de 1958 à Bruxelles[3]

### Juin
- 4 juin 1958, Ouverture de l'attraction Sailing Ship Columbia à Disneyland[4],[5]
- 14 juin 1958, Ouverture de l'attraction Alice in Wonderland à Disneyland[6]

### Juillet
- 8 juillet 1958, Sortie du film Lueur dans la forêt aux États-Unis[7],[8]
- 23 juillet 1958, Ouverture de l'attraction Junior Autopia à Disneyland[9]

### Août
- 1er août 1958, Sortie du court métrage Paul Bunyan[10]
- 12 août 1958, Sortie du film Le Désert de l'Arctique de la série True-Life Adventures[11]

### Septembre
- 3 septembre 1958, Arrêt de l'émission Disneyland sur ABC[12]
- 12 septembre 1958, Début de l'émission Walt Disney Presents sur ABC[12]
- 15 septembre 1958, Fermeture de l'attraction Disneyland Viewliner[13]

### Octobre
- 12 octobre 1958, Lancement de la chaîne WJRT-TV à Flint affiliée à ABC[14] (détenue et opérée à partir de 1995)

### Novembre
- 4 novembre 1958, Naissance de Anne Sweeney, co-PDG de Disney Media Networks et présidente du Disney-ABC Television Group[15].
- 26 novembre 1958, sortie du moyen métrage La Légende de la Vallée endormie, séquence du film Le Crapaud et le Maître d'école (1949)[16]

### Décembre
- 17 décembre 1958, Sortie du court métrage documentaire Grand Canyon[17]
- 25 décembre 1958, Sortie du film Tonka, cheval sauvage aux États-Unis[18],[19]